# 779
Évszázadok: 7. század – 8. század – 9. század
Évtizedek: 720-as évek – 730-as évek – 740-es évek – 750-es évek – 760-as évek – 770-es évek – 780-as évek – 790-es évek – 800-as évek – 810-es évek – 820-as évek
Évek: 774 – 775 – 776 – 777 –  778 – 779 – 780 – 781 – 782 – 783 – 784

## Események

### Európa
- Nagy Károly frank király ismét a lázadó szászok ellen vezet hadjáratot, Bocholtnál legyőzi őket és meghódoltatja a vesztfálokat és osztfálokat. Szinte valamennyi jelentősebb szász vezért elfogja, Widukind kivételével, aki északra húzódik és gerillaháborúba kezd a frank uralom ellen.
- Offa merciai király a bensingtoni csatában legyőzi a Cynewulf által vezetett wessexieket és megszállja Berkshire-t, valamint valószínűleg Londont is.
- Meghal I. Æthelred kelet-angliai király. Utóda 5 éves fia, II. Æthelberht.

### Kína
- 52 éves korában megbetegszik és meghal Tang Taj-cung császár. Utóda legidősebb fia, Li Kuo, aki a Tö-cung uralkodói nevet veszi fel. Tö-cung jelentős takarékossági és korrupcióellenes reformokat vezet be, megtiltja, hogy az eunuchok ajándékokat fogadjanak el, felszámolja a császári állatkertet, számos udvarhölgyet hazaküld; csökkenti a parasztok adóját, de megadóztatja a kereskedőket; valamint leváltja a túlságosan nagy hatalmúnak ítélt kancellárokat és hadvezéreket.

## Születések
- Jüan Csen, kínai költő

## Halálozások
- június 10. - Tang Taj-cung, kínai császár
- I. Æthelred, kelet-angliai király
- Sturmius, bajor apát és szent

## Fordítás
- Ez a szócikk részben vagy egészben  a(z)   779 című angol Wikipédia-szócikk ezen változatának fordításán alapul.  Az eredeti cikk szerkesztőit annak laptörténete sorolja fel. Ez a jelzés csupán a megfogalmazás eredetét és a szerzői jogokat jelzi, nem szolgál a cikkben szereplő információk forrásmegjelöléseként.